# Schwarzenberg (Mangfallgebirge)
Der Schwarzenberg ist ein 1187 m ü. NHN hoher Gipfel im Wendelsteingebiet, das zum Mangfallgebirge in den Bayerischen Voralpen gehört.

## Topographie
Der Schwarzenberg bildet das nördliche Ende des namenlosen Höhenzugs, der sich weiter über die Gipfel Sternplatte, Sterneck, Katzenköpfl, Rißkopf, Eibelkopf, Breitenstein bis zum Schweinsberg zieht und sich westlich über dem Jenbachtal erhebt. Am einfachsten ist der Schwarzenberg über eine Forststraße von Hundham aus zu erreichen.
Östlich unterhalb des Gipfels befindet sich die Schwarzenbergalm, die früher ein Schullandheim beheimatet hat.

## Galerie

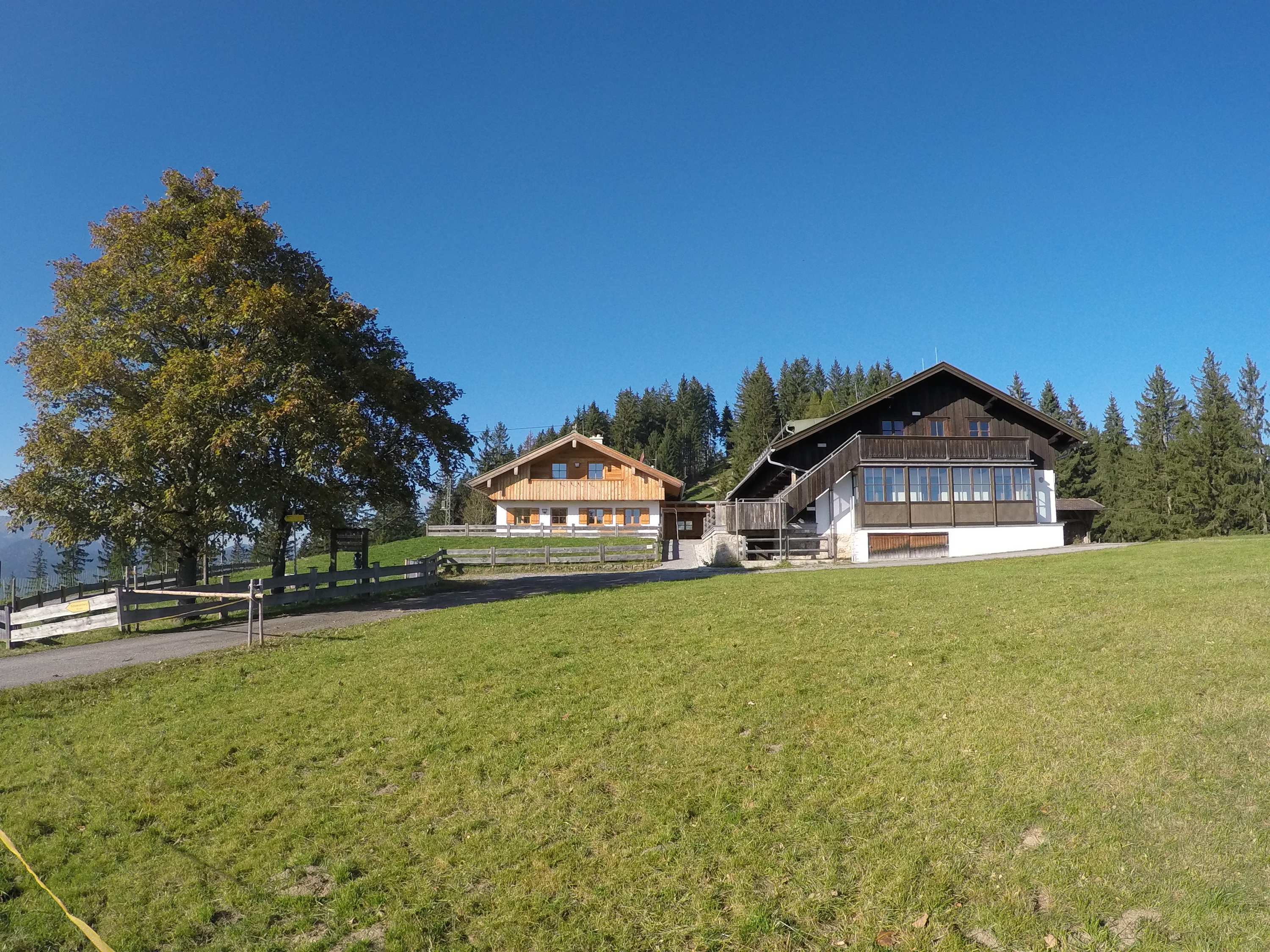
Schwarzenbergalm von Osten